# 계약연애
《계약연애》(중국어: 在一起, 영어: Together)은 2013년 개봉한 홍콩의 옴니버스 로맨스 영화다.

## 줄거리
영화의 줄거리는 쿨 경관과 챠오챠오의 이야기와, 이자이와 리셩난의 이야기로 나누어졌다.

### 이야기 하나 (쿨 경관과 챠오챠오 이야기)
쿨 경관은 과속차량을 단속하던 중 차에 치일 뻔한 챠오챠오를 구해준다. 하지만 챠오챠오는 기억 상실증에 걸렸고, 쿨 경관은 웃음을 짓지 못하게 된다. 그러면서 쿨 경관은 챠오챠오를 간호해주고, 곁에 머무른다. 챠오챠오의 기억 상실증은 더 심각해졌고, 가족까지 기억을 못하지만, 쿨 경관만 잠시 기억한다. 하지만 다시 가족들은 기억하지만, 쿨 경관을 보고 누군지 몰라한다. 그렇지만 다시 그와 함께했던 추억의 기억을 찾고 사랑에 빠지게 된다.

### 이야기 둘 (이자이와 리셩난의 이야기)
미모와 능력을 갖춘 리셩난과 스마트폰 게임 오타구인 이자이는 분수대 앞에서 스마트폰 게임을 통해 만나게 된다. 리셩난은 이자이한테 1주일동안 계약연애를 하자고한다. 이자이는 심심한데 잘 됐다며 동의했고, 일주일 동안의 연애가 시작된다. 둘의 계약연애가 진행될수록 둘은 사랑에 빠지게 된다. 계약연애가 끝나는 날, 리셩난은 이자이한테 뒤돌아보지 말고 횡단보도를 건너자고 약속했다. 하지만 건너는 중 리셩난은 이자이를 부르면서 자기의 마음을 밝힌다. 하지만 경찰인 이자이는 범죄에 연루된 리셩난을 감시하게 된다. 둘은 서로 틀어졌고, 둘의 위기가 찾아왔지만 이겨내는 이야기다.

## 출연배우
- 견자단 - 쿨 역
- 천옌시 - 챠오챠오 역
- 가진동 - 이자이 역
- 안젤라베이비 - 리셩난 역
- 황쭝쩌 - 린환 역
- 주수나 - 비치 역
- 마이창칭 - 안sir 역
- 쉬사오슝

## OST
- 《在一起》 - 유징경